# Schwarzarbeit
Schwarzarbeit ist die Ausführung von Dienst- oder Werkleistungen unter Verstoß gegen Steuerrecht, unter Verstoß gegen Sozialversicherungsrecht, unter Umgehung von Mitteilungspflichten gegenüber den Behörden und Sozialträgern oder ohne Gewerbeanmeldung beziehungsweise Eintragung in die Handwerksrolle, obwohl ein Gewerbe oder Handwerk ausgeübt wird.
Schwarzarbeit wird oft mündlich vereinbart und das Entgelt bar gezahlt. Keine Schwarzarbeit sind Hilfeleistungen durch Angehörige im Sinne des § 15 AO sowie Nachbarschaftshilfe oder Gefälligkeiten, wenn sie nicht nachhaltig auf Gewinnerzielung gerichtet sind.

## Geschichte und Begriff
Der Begriff Schwarzarbeit kommt aus dem Handwerk und beschränkte sich ursprünglich auf Tätigkeiten, für die der Ausführende nicht über die gesetzlich vorgeschriebenen Voraussetzungen (beispielsweise die Meisterprüfung) verfügte.
Im Etymologischen Wörterbuch der deutschen Sprache wird schwärzen, einem Begriff aus dem Rotwelschen (18. Jahrhundert., schwarzen/schwerzen: „etwas bei Nacht tun“, allgemein „illegal tun/kaufen“) zugeschrieben. Die Bezeichnungen „Schwarzarbeit“ oder „jemanden anschwärzen“ lassen sich auf das rotwelsche „schwärzen“ = „schmuggeln“ = „etwas bei Nacht tun“ zurückführen.

## Deutschland

### Rechtsfolgen

#### Zivilrecht
Der Bundesgerichtshof hatte wiederholt über die Rechtsfolgen von Schwarzarbeit zu entscheiden. In einem Urteil vom August 2013 ging es um einen Werkvertrag mit einem Handwerker, „der in bar ohne Rechnung und ohne Abführung von Umsatzsteuer gezahlt werden sollte“. Das Gericht entschied, eine solche Abrede führe jedenfalls dann zur Unwirksamkeit des Vertrags, „wenn der Unternehmer vorsätzlich hiergegen verstößt und der Besteller den Verstoß des Unternehmers kennt und bewusst zum eigenen Vorteil ausnutzt“. Das Schwarzarbeitsbekämpfungsgesetz aus dem Jahr 2004 sei als ein gesetzliches Verbot derartiger Absprachen im Sinne des § 134 BGB zu verstehen. Der BGH lehnte deshalb mangels einer vertraglichen Grundlage einen Anspruch auf Beseitigung von Sachmängeln aus Gewährleistung ab. Der Auftraggeber könne bei schlecht ausgeführter Schwarzarbeit keine Nachbesserung verlangen. Ob ein betroffener Auftraggeber einen Teil seines Geldes auf dem Wege des Bereicherungsausgleichs zurückholen kann, ließ der BGH damals offen. Diese Frage müsse letztlich über die Instanzgerichte geklärt werden.
Im April 2014 entschied der Bundesgerichtshof in einem weiteren Urteil, dass ein Schwarzarbeiter keinen Anspruch auf Zahlung des Entgelts für seine geleistete Arbeit habe. In dem damaligen Fall war für eine Elektroinstallation sowohl ein Werklohn nebst Umsatzsteuer als auch ein weiterer Betrag vereinbart worden, für den keine Rechnung gestellt werden sollte. Die Arbeiten sind ausgeführt worden, der Werklohn wurde aber nur teilweise gezahlt. Der Handwerker hatte daraufhin den ausstehenden Lohn eingeklagt. Das Gericht befand, „sowohl die Klägerin als auch der Beklagte haben bewusst gegen § 1 Absatz 2 Nr. 2 Schwarzarbeitsbekämpfungsgesetz verstoßen, indem sie vereinbarten, dass für die über den schriftlich vereinbarten Werklohn hinaus vereinbarte Barzahlung von 5.000 € keine Rechnung gestellt und keine Umsatzsteuer gezahlt werden sollte. Der gesamte Werkvertrag ist damit wegen Verstoßes gegen ein gesetzliches Verbot nichtig, so dass ein vertraglicher Werklohnanspruch nicht gegeben ist.“ Der Entgeltsanspruch könne auch nicht darauf gestützt werden, der Besteller des Werks sei durch die erbrachte Leistung bereichert worden. Die Herausgabe des Wertersatzes sei in diesem Fall gemäß § 817 Satz 2 BGB ausgeschlossen, weil das zugrundeliegende Geschäft gegen ein gesetzliches Verbot verstoßen hatte. Das Schwarzarbeitsbekämpfungsgesetz wolle nicht nur solche Abreden verbieten, sondern auch die Ausführung der Leistungen aufgrund der Abreden. Dieser gesetzliche Auftrag sei strikt umzusetzen. Deshalb verstoße das Ergebnis auch nicht gegen das Gebot von Treu und Glauben. Damit hat der Bundesgerichtshof seine frühere Auffassung, wonach der Werkunternehmer seinen Lohn durchaus auch bei Schwarzarbeit verlangen könne, nach Inkrafttreten des Schwarzarbeitsbekämpfungsgesetzes aufgegeben.
Der BGH hat seine Rechtsprechung mit Urteil vom 11. Juni 2015 bestätigt, wonach der Besteller bei Schwarzarbeit keinen Rückzahlungsanspruch bei mangelhafter Werkleistung des Werkunternehmers hat. Wenn Besteller und Unternehmen im Rahmen eines Werkvertrages vereinbaren, dass das geschuldete Werk ohne die Abführung der geschuldeten steuerlichen Abgaben erfolgen soll (Schwarzarbeit im Sinne des § 1 Abs. 2 Nr. Schwarzarbeitsbekämpfungsgesetz), ist der Vertrag nach dem BGH nichtig. Der Vertrag ist auch dann nichtig, wenn die Schwarzgeldabrede erst nachträglich, nach Abschluss des Vertrags, getroffen wird.

#### Strafrecht
Arbeitgeber, die die Sozialversicherungsbeiträge ihrer Arbeitnehmer nicht zur Einzugsstelle (in der Regel die Krankenkasse; bei Minijobbern die DRV Knappschaft-Bahn-See, §§ 28h Abs. 1 S. 1, 28i S. 5 SGB IV) abführen, machen sich nach § 266a Abs. 1 StGB strafbar. Spezielle Bußgeld- und Strafvorschriften, insbesondere zur illegalen Beschäftigung von Ausländern finden sich zudem im 3. Abschnitt des Schwarzarbeitsbekämpfungsgesetzes (§ 10 ff. SchwarzArbG).
Der Schwarzarbeiter begeht Leistungsmissbrauch bzw. Leistungsbetrug (§ 263 StGB), wenn er zu Unrecht Sozialleistungen bezieht, indem er seine Einnahmen aus Schwarzarbeit dem Leistungsträger nicht mitteilt.

### Steuerliche Einordnung des Schwarzarbeiters
Ob jemand, der Schwarzarbeit verrichtet, selbständig (Gewerbetreibender, Selbständiger) oder nichtselbständig (Arbeitnehmer) ist, richtet sich nach Kriterien, die in den betroffenen Rechtsgebieten (Steuer-, Arbeits-, Sozialversicherungsrecht) eigenständig definiert sind. Ist der Schwarzarbeiter Arbeitnehmer, hat nur sein Arbeitgeber strafrechtlich bewehrte Pflichten. Insbesondere ist dies die Pflicht, Steuern und Sozialversicherungsbeiträge einzubehalten, anzumelden und abzuführen. Den Arbeitnehmer trifft dann eine strafrechtliche (Mit-)Verantwortung, wenn er aktiv an der Hinterziehung von Abgaben teilnimmt. Anders sieht es bei Selbständigen aus. Diese sind selbst zur Erklärung der verschiedenen Steuern (Einkommensteuer, evtl. Gewerbesteuer und Umsatzsteuer) verpflichtet. Den Beginn ihrer Tätigkeit müssen sie deshalb entweder bei der Gewerbebehörde (§ 14 GewO) oder beim Finanzamt anmelden (§ 138 AO). Machen sie gegenüber den Finanzbehörden falsche Angaben oder geben sie keine Steueranmeldungen oder -Erklärungen ab, obwohl sie dazu verpflichtet sind, können sie wegen Steuerhinterziehung (§ 370 AO) belangt werden.

### Umfang der Schwarzarbeit
Nach Schätzung des Bundesministeriums der Finanzen von 2006 schädigt die Schattenwirtschaft (umfasst alle illegalen wirtschaftlichen Tätigkeiten, darunter auch Schwarzarbeit) den Staat jährlich um 70 Milliarden Euro. Die Schattenwirtschaft liege bei 15 % der gesamten Wirtschaftsleistung, d. h.: 345 Milliarden Euro. Das sei Wirtschaftskriminalität, gegen die unter anderem die „Finanzkontrolle Schwarzarbeit“ (s. u.) künftig mit 7.000 Beschäftigten vorgehe. 2019 wurden die Umsatzeinbußen auf 300 Milliarden Euro geschätzt. Allein in der Baubranche werden jährlich bis zu 126 Milliarden Euro schwarz erwirtschaftet.
Die Schätzungen – deren methodisch bedingte Unschärfen (Schätzung der Schattenwirtschaft über Bargeldumlauf) auch von den Autoren selbst eingeräumt werden – stammen vom Wirtschaftswissenschaftler Friedrich Schneider (Universität Linz) und dem Institut für Angewandte Wirtschaftsforschung (IAW). Nach Ansicht von Schneider sei es allerdings nicht klar, ob Schwarzarbeit insgesamt Jobs koste oder sogar welche schaffe. Nach aktuellen Untersuchungen Schneiders sollte die Schwarzarbeit im Jahr 2012 auf 342,4 Milliarden Euro sinken und damit 13,3 % des legalen BIP ausmachen.
Die Rockwool-Stiftung in Kopenhagen schätzt, dass innerhalb der Europäischen Union der Anteil von Schwarzarbeit am BIP zwischen 1,2 % in Großbritannien und 4,1 % in Deutschland liegt, wenn die tariflichen Löhne im legalen Sektor als Vergleich zugrunde gelegt werden. Nimmt man hingegen die real ausgezahlten Löhne als Basis, verringert sich dieser Anteil auf 0,6 % in GB bzw. auf 1,3 % in Deutschland. Der Umfang der Schwarzarbeit in Deutschland läge damit unter 30 Milliarden Euro.

### Bekämpfung der Schwarzarbeit
Für die Bekämpfung der Schwarzarbeit sind in Deutschland die Bundeszollverwaltung und kommunale Behörden verantwortlich. Dies hat auch seinen Niederschlag in § 2 Abs. 1 Schwarzarbeitsbekämpfungsgesetz (SchwarzArbG) gefunden.
Instrumente im Kampf gegen die Schwarzarbeit:
- Pressekampagnen zur Aufklärung der Bevölkerung
- Abbau bürokratischer Hürden bei der Begründung und Administration von Beschäftigungsverhältnissen, zum Beispiel
  - vereinfachte Meldeverfahren von Beschäftigungsverhältnissen, wie beim Haushaltsscheckverfahren für Haushaltshilfen in Privathaushalten oder
  - verbesserte Informationen über rechtliche Verpflichtungen bei der Begründung von Arbeitsverhältnissen auf den Internetseiten von Zoll, Minijob-Zentrale und Agentur für Arbeit
- Abbau finanzieller Hürden bei Beschäftigungsverhältnissen, wie
  - Reduzierung der Steuersätze für geringe Einkommen,
  - Erhöhung der steuerlichen Absetzbarkeit der Kosten (zum Beispiel bei haushaltsnahen Beschäftigungsverhältnissen oder Dienstleistungen)
  - Pauschalierung von Sozialversicherungsabgaben und Steuern bei der geringfügiger Beschäftigung Minijob
- Überprüfung der Einhaltung der rechtlichen Bestimmungen bei der Beschäftigung von Arbeitnehmern und ggf. strafrechtliche Verfolgung bei Verstößen dagegen
- Überwachung und Kontrolle der Arbeitsangebote und sonstiger Anzeigen in der Presse und im Internet in Bezug auf für Schwarzarbeit relevante Angaben
- Vor Ort Kontrollen und Prüfungen (§ 2 ff. SchwarzArbG) durch die Finanzkontrolle Schwarzarbeit (FKS) und Kontrollen und Prüfungen der zuständigen kommunalen Behörden.

Die originäre Zuständigkeit des Zolls bezieht sich auf Schwarzarbeit im Zusammenhang mit Leistungsmissbrauch (§ 263 StGB), Hinterziehung von Sozialversicherungsabgaben (§ 266a Abs. 1 und 2 StGB), Steuerhinterziehung (§ 370 AO), Verletzung diverser Mitteilungspflichten gegenüber dem Sozialleistungsträger, aber auch illegale Ausländerbeschäftigung und Menschenhandel zum Zwecke der Ausbeutung von Arbeitskraft (§ 10a SchwarzArbG), sowie der Kontrolle von Mindestarbeitsbedingungen nach dem Arbeitnehmerentsendegesetz (§ 16 AEntG).
Die originäre Zuständigkeit der nach Landesrecht zuständigen Behörden bezieht sich im Rahmen der Schwarzarbeit auf die Verstöße wegen unerlaubter Handwerksausübung, wegen fehlender Gewerbeanmeldung oder fehlender Reisegewerbekarte.
Die Zollverwaltung und die weiteren Behörden der Schwarzarbeitsbekämpfung sind verpflichtet, Hinweise und Informationen über festgestellte Verstöße unmittelbar an diese Behörden, gemäß § 6 Abs. 1 Satz 1 SchwarzArbG, weiterzuleiten.
Rechte der Zollverwaltung
§§ 3, 4 SchwarzArbG regelt, dass die Behörden der Zollverwaltung, und gemeinsam mit der Zollverwaltung auch die sie unterstützenden Stellen, befugt sind Geschäftsräume und Grundstücke zu betreten und dort Personen, Geschäftsunterlagen und Belege zu prüfen. Die Befugnis Geschäftsunterlagen und Belege zu prüfen, steht nur dem Zoll zu. Die den Zoll unterstützenden Stellen können diese Befugnis nicht selbständig wahrnehmen, sondern nur gemeinsam mit der Zollverwaltung. Diese Befugnisse sind für die kommunalen Behörden aber auch nicht erforderlich, da diese über eigenständige Zutrittsnormen, z. B. aus § 29 GewO, verfügen.
Das ziel- und zweckgerichtete Suchen staatlicher Organe nach Personen oder Sachen oder zur Ermittlung eines Sachverhalts ist kennzeichnend für Durchsuchungen im Sinne des Art. 13 Abs. 2 GG. Auch dies gehört im Rahmen von Ermittlungsverfahren zu den Aufgaben der Zollverwaltung. Hierfür ist ein richterlicher Beschluss nach § 102, § 103 StPO erforderlich. In seltenen Fällen kann eine Durchsuchung bei „Gefahr im Verzuge“ auch durch einen Zollbeamten in seiner Funktion als Ermittlungsperson der Staatsanwaltschaft (§§ 152 Abs. 1 GVG, 14 Abs. 1 S. 2 SchwarzArbG, 105 Abs. 1 StPO) veranlasst werden.
Mitwirkungspflichten
Ordnungswidrig handelt, wer „…bei einer Prüfung nicht mitwirkt“ (§ 8 Abs. 2 Nr. 3 SchwarzArbG). Sollte ein Anfangsverdacht auf eine Straftat vorliegen, ist die Zollverwaltung verpflichtet, ein entsprechendes Ermittlungsverfahren einzuleiten. Im Rahmen eines solchen Ermittlungsverfahrens besteht für den Beschuldigten keine Mitwirkungspflicht mehr. Er hat das Recht auf Aussageverweigerung (§ 136 Abs. 1 S. 2 StPO). Die Beweislast für die Richtigkeit des erhobenen Vorwurfs liegt nicht beim Beschuldigten, sondern bei den Ermittlungsbehörden. Sie haben die Verpflichtung, den Sachverhalt mit zulässigen Mitteln zu erforschen, unabhängig davon, ob und wie sich der Beschuldigte verteidigt.
Zuständigkeit der Landesbehörden
Landesbehörden prüfen, ob Verstöße wegen unerlaubter Handwerksausübung, wegen fehlender Gewerbeanmeldung oder fehlender Reisegewerbekarte vorliegen. Die Zollverwaltung gibt Erkenntnisse über solche Verstöße an diese Behörden weiter.
Vorschläge zur Änderung der Zahlungsströme im Sozialversicherungswesen
Insbesondere aus den Reihen der FDP sowie Mittelstands-Union und MIT der CDU/CSU wird zur Bekämpfung der Schwarzarbeit die Auszahlung des Arbeitgeberanteils zur Sozialversicherung an den Arbeitnehmer gefordert. Damit läge die Pflicht zur Abführung von Steuer- und Sozialversicherungsbeiträgen beim Arbeitnehmer. Die Befürworter führen ins Feld, dass damit der Anreiz für Schwarzarbeit weitgehend verloren ginge, da der Arbeitnehmer das Arbeitgeberbrutto erhält und die Differenz zu den Verrechnungssätzen der Unternehmen sinken würde.
Entsprechende Forderungen konnten sich bis jetzt allerdings nicht durchsetzen.

## Österreich
In Österreich wird für die Schwarzarbeit der Begriff Pfusch verwendet (der auch für eine schlechte Arbeit verwendet wird, öster. auch Murks). Relevante Definition in diesem Zusammenhang ist „Pfusch ist die Arbeit eines Fachmanns, unter Vermeidung von Steuern“.
Zur Bekämpfung der Schwarzarbeit und illegalen Beschäftigung wurde in Österreich die Abteilung KIAB („Kontrolle der illegalen Arbeitnehmerbeschäftigung“) beim Bundesministerium für Finanzen ins Leben gerufen. Bis 31. Dezember 2006 war diese Einheit bei der österreichischen Zollverwaltung angesiedelt. Ab 1. Jänner 2007 war die KIAB eine eigenständige Abteilung (Team) bei den Finanzämtern. Seit 1. Jänner 2011 ist aus der KIAB die Finanzpolizei hervorgegangen. Die präventive Arbeit der KIAB soll im Interesse des Arbeitsmarktes und des Wirtschaftsstandortes Österreich unfaire Konkurrenzverhältnisse infolge von Wettbewerbsvorteilen durch Schwarzarbeit und Sozialbetrug weitgehend verhindern. Dies dient der Sicherung der Lohn- und Arbeitsbedingungen inländischer und integrierter ausländischer Arbeitskräfte, vor allem in Hinblick auf die Entwicklung der österreichischen Arbeitsmarktlage.
Im August 2023 hat die Finanzpolizei „bei einer Schwerpunktaktion an den Kärntner Seen in 40 Hotel- und Gastronomiebetrieben zahlreiche Schwarzarbeiter auffliegen lassen.“ Schwarzarbeit habe in den letzten Jahren in ganz Europa zugenommen. Im August 2023 waren Arbeiter mit gefälschten Ausweisen festgenommen worden.
Im September 2023 orten Gewerkschaft vida und SPÖ „ein ‚betrügerisches Geschäftsmodell mit System‘ mancher Firmen“, das „Arbeitnehmenden, Steuerzahlerinnen und -zahlern und ehrlichen Firmen gleichermaßen schade“ – Mehr Kontrollen und strengere Regeln, auch eine Erstauftraggeberhaftung sei einzuführen, also eine Haftung für Subunternehmen; der Schaden sei jedenfalls enorm. Robert Seeber von der Wirtschaftskammer Österreich (WKO) halte die aktuellen Kontrollen für ausreichend.
Für viele Österreicher ist Schwarzarbeit allerdings ein sogenanntes Kavaliersdelikt.

## Schweiz
In der Schweiz wird der Begriff der Schwarzarbeit je nach Kontext verschieden verstanden. Im streng rechtlichen Sinne ist Schwarzarbeit das Arbeiten für einen Dritten gegen Lohn, wenn einerseits die Arbeitsleistung beim Hauptarbeitgeber darunter leidet (z. B. bei zusätzlicher Nachtarbeit, die eine Übermüdung am Folgetag bewirkt) oder wenn der Hauptarbeitgeber durch die Arbeit für den Dritten beeinträchtigt wird (Art. 321a Abs. 3 OR). Eine Person arbeitet ebenfalls schwarz, wenn sie erwerbstätig ist, ohne bei den Sozialversicherungen, der Steuerverwaltung und/oder den Ausländerbehörden gemeldet zu sein.